# Circondario di Macerata
Il circondario di Macerata era uno dei circondari in cui era suddivisa la provincia di Macerata. Confinava a nord con la provincia e circondario di Ancona, a est con il Mar Adriatico, a ovest con il circondario di Camerino e a sud con la provincia di Ascoli Piceno (circondari di Ascoli Piceno e Fermo).

## Storia
Il circondario di Macerata fu istituito dal decreto Minghetti del 22 dicembre 1860 e formò un'entità amministrativa distinta dal confinante circondario di Camerino, residuo di un'ex provincia pontificia accorpata alla provincia di Macerata per via delle sue piccole dimensioni. La ripartizione seguì la sorte di tutti i circondari e mandamenti storici italiani, soppressi dal Regio Decreto 2 gennaio 1927 n. 1.

## Geografia fisica

### Territorio
Rispetto alla delegazione di Macerata il circondario aveva perduto i territori di Fabriano, Filottrano e Loreto, e risultava perciò notevolmente ridotto. In compenso, l'acquisizione di Camerino aveva ampliato il territorio provinciale.

## Geografia antropica

### Suddivisioni amministrative
Il circondario di Macerata si divideva in 12 mandamenti e 34 comuni complessivi (1860).
| Mandamento | Comuni                            |
| ---------- | --------------------------------- |
| Cingoli    | Apiro Cingoli Ficano              |
| Civitanova | Civitanova Montecosaro Morrovalle |
| Macerata   | Macerata Montecassiano            |
| Matelica   | Esanatoglia Matelica              |

| Mandamento  | Comuni                                   |
| ----------- | ---------------------------------------- |
| Montesanto  | Montelupone Montesanto                   |
| Pausula     | Mogliano Pausula Petriolo San Giusto     |
| Recanati    | Montefano Recanati                       |
| San Ginesio | Loro Piceno Ripe San Ginesio San Ginesio |

| Mandamento   | Comuni                                              |
| ------------ | --------------------------------------------------- |
| San Severino | San Severino Marche                                 |
| Sarnano      | Gualdo Penna San Giovanni Monte San Martino Sarnano |
| Tolentino    | Belforte del Chienti Colmurano Tolentino Urbisaglia |
| Treia        | Appignano Montemilone Treia                         |